# Сицюй (Паньчжихуа)
Район Си (кит. упр. 西区, пиньинь Xī qū, буквально: «Западный район») — район городского подчинения городского округа Паньчжихуа провинции Сычуань (КНР).

## История
Когда в 1965 году был образован городской округ Дукоу, то из части бывшей территории уезда Хуапин (华坪县) провинции Сычуань был образован городской район Юйцюань (玉泉区). В 1973 году было произведено изменение административно-территориального деления: промышленные зоны вдоль реки Цзиньшацзян были скомпонованы в новые городские районы; в частности, участки угледобычи и производства электроэнергии бывшего района Юйцюань были объединены в Западный район Дукоу. В 1987 году Дукоу был переименован в Паньчжихуа.

## Административное деление
Район Сицюй делится на 6 уличных комитетов и 1 посёлок.